# Драгутин Добричанин
Драгутин Гута Добричанин (Прокупље, 9. јул 1922 — Београд, 28. новембар 1988) био је српски глумац и драмски писац. Најпознатији по улози Васе С. Тајчића у серији Позориште у кући.
Студирао је архитектуру. Рано се определио за глуму наступајући у Дечијем позоришту "Бошко Буха", затим на сценама: Хумористичког позоришта, Савременог позоришта, Атељеа 212. Тамо је остварио низ комичних ликова домаћег драмског репертоара, а глумио је и на радију и телевизији.
Написао је популарну комедију: Заједнички стан, која је играна у већини југословенских и око 250 совјетских позоришта. Преведена је на 30 језика и приказана у многим земљама.
Написао је још две комедије: Стварање света и Човек са Марса, а поставио укупно 83 представе.
Посебна признања су му донели текстови за луткарска позоришта које су игране у Малом позоришту „Душко Радовић":
- Све све али занат
- Прича једног календара
- Куцкава бајка
- Златна јабука и девет пауница и др.[4]

## Улоге
|                   | 1950 ▼ | 1960 ▼ | 1970 ▼ | 1980 ▼ | Укупно |
| ----------------- | ------ | ------ | ------ | ------ | ------ |
| Дугометражни филм | 1      | 9      | 2      | 1      | 13     |
| ТВ филм           | 0      | 12     | 12     | 1      | 25     |
| ТВ серија         | 0      | 8      | 7      | 1      | 16     |
| Укупно            | 1      | 29     | 21     | 3      | 54     |

| Год.       | Назив                                              | Улога                           |
| ---------- | -------------------------------------------------- | ------------------------------- |
| 1950-те ▲  |                                                    |                                 |
| 1950.      | Језеро                                             |                                 |
| 1960-те ▲  |                                                    |                                 |
| 1959-1960. | Сервисна станица                                   | Власта                          |
| 1960.      | Заједнички стан                                    | Деда Бога                       |
| 1962.      | Јунаци дана                                        | Зли поданик                     |
| 1962.      | Приче из хотела                                    |                                 |
| 1963.      | Ћутљива жена                                       |                                 |
| 1964.      | На место, грађанине Покорни!                       | Арапин из Кувајта               |
| 1965.      | Капетан капетану                                   |                                 |
| 1965.      | Поподне једног Фауна                               |                                 |
| 1965.      | Лицем у наличје                                    | Ћутолог                         |
| 1965.      | Леђа Ивана Грозног                                 |                                 |
| 1966.      | Три бекрије                                        |                                 |
| 1966.      | Сервисна станица                                   | Власта                          |
| 1966.      | Орлови рано лете                                   | Ђед Вук                         |
| 1966.      | Црни снег                                          | Руководилац Средоје Мирић       |
| 1966.      | Људи и папагаји                                    | Гиле                            |
| 1967.      | Протест                                            | Конобар                         |
| 1967.      | Златна праћка                                      | Блеки                           |
| 1967.      | Пробисвет                                          |                                 |
| 1967.      | Дежурна улица                                      | Гњаватор                        |
| 1968.      | Сачулатац                                          | Браца Раца                      |
| 1968.      | Бекства                                            | Бранко                          |
| 1968.      | Пусти снови                                        | Миша                            |
| 1968.      | Голи човјек                                        | Јосип                           |
| 1969.      | Пут господина Перисона                             |                                 |
| 1969.      | Далеко је Аустралија                               | Деда                            |
| 1969.      | Самци 2 (ТВ серија)                                |                                 |
| 1969.      | Туберкулоза                                        | Јован                           |
| 1969.      | Код зеленог папагаја (ТВ филм)                     |                                 |
| 1969.      | Силом отац                                         | Арса Милићевић                  |
| 1970-те ▲  |                                                    |                                 |
| 1970.      | Рођаци                                             | Бонацо                          |
| 1970.      | Иду дани                                           | Просјак-коцкар са дрвеном ногом |
| 1971.      | Баријоново венчање                                 |                                 |
| 1971.      | Пенџери равнице                                    | Геда                            |
| 1971.      | Опклада                                            | Ћопави пуковник                 |
| 1971.      | С ванглом у свет                                   |                                 |
| 1970-1971. | Леваци                                             | Момир Моца Трифковић            |
| 1971.      | Дипломци                                           | Будин ујак                      |
| 1972.      | Развојни пут Боре Шнајдера                         | Спира                           |
| 1972.      | Један ујак Хојан                                   |                                 |
| 1972.      | Мајстори                                           | Оливеров ујак                   |
| 1973.      | Љубавни случај сестре једног министра              |                                 |
| 1973.      | Личност којој се дивим                             |                                 |
| 1972-1973. | Позориште у кући                                   | Васа С. Тајчић                  |
| 1973-1974. | Позориште у кући 2                                 | Васа С. Тајчић                  |
| 1975.      | Андра и Љубица                                     |                                 |
| 1975.      | Вага за тачно мерење                               | Милојко                         |
| 1975.      | Велебитске саонице или три швалера и једна девојка |                                 |
| 1975.      | Позориште у кући 3                                 | Васа С. Тајчић                  |
| 1975.      | Момчине                                            | Баћко                           |
| 1976.      | Невидљиви човек                                    | Сава Савић                      |
| 1978.      | Госпођа министарка                                 | Ујка Васа                       |
| 1978.      | Седам плус седам                                   | Гута                            |
| 1980-те ▲  |                                                    |                                 |
| 1981.      | Пролеће живота                                     |                                 |
| 1980-1981. | Позориште у кући 4                                 | Васа С. Тајчић                  |
| 1983.      | Човек са четири ноге                               |                                 |